# Gwiazda spektroskopowo podwójna
Gwiazda spektroskopowo podwójna – układ podwójny gwiazd, którego składników nie można rozdzielić optycznie, nawet za pomocą teleskopów o najwyższej zdolności rozdzielczej. O obecności kilku składników w tych układach świadczy dopplerowskie przesunięcie linii w ich widmach, spowodowane ruchem orbitalnym. Obserwacyjnie układy spektroskopowo podwójne dzieli się na typ SB2, gdy w widmach widać linie obydwu składników, oraz typ SB1, gdy widać tylko linie jednego (jaśniejszego) składnika.